# Procedury kadrowe
Procedury kadrowe, procesy kadrowe, procedury HR, procesy HR (od ang. human resources processes) – ciągi czynności realizowane w odniesieniu do zasobów ludzkich w organizacji, składające się na system zarządzania zasobami ludzkimi. Pojęcie to pozwala sprowadzić termin zarządzanie zasobami ludzkimi (ZZL) do konkretnych działań realizowanych przez działy kadr i menedżerów w organizacjach.

## Systemowe i procesowe rozumienie ZZL
Początkowo działania w obszarze ZZL traktowano niezależnie od siebie. Aktualnie dostrzega się, że kluczowym warunkiem efektywnego ZZL jest postrzeganie tego obszaru w perspektywie systemowej oraz procesowej. Traktując organizację jako system, należy patrzeć na nią całościowo, koncentrując się na zależnościach i powiązaniach między różnymi jej elementami. Systemowe rozumienie ZZL wymaga ścisłego połączenia poszczególnych procedur kadrowych w jedną całość, która odpowiada na potrzeby organizacji.

## Cele
Procedury kadrowe rozumiane są jako połączone i zależne od siebie sekwencje kroków podejmowane w celu zapewnienia organizacji właściwych zasobów ludzkich, niezbędnych do realizacji celów biznesowych w perspektywie krótko- i długoterminowej. Wszystkie działania, metody i narzędzia ZZL powinny być dopasowane do całego systemu ZZL oraz przynosić organizacji korzyści.
Trzy kluczowe funkcje ZZL realizowane w każdej organizacji poprzez konkretne działania tworzące poszczególne procedury to:
1. nabór i zatrudnienie pracowników
2. zwiększenie produktywności i utrzymanie pracowników w organizacji
3. rozstawanie się z pracownikami[4].

Procedury kadrowe mają za zadanie pozytywnie wpłynąć na funkcjonowanie organizacji poprzez jej członków, na przykład przez poprawę efektywności pracowników, i w ten sposób przyczyniać się do realizacji misji i celów organizacji.

## Koncepcja jednego procesu HR
Coraz bardziej popularny staje się pogląd, że poszczególne procedury kadrowe powinny być odpowiednio zintegrowane i tworzyć jeden metaproces (proces zarządczy) ZZL w organizacji. Źródłem wytycznych w projektowaniu procedur kadrowych w konkretnej organizacji są misja, wizja, cele oraz, w szczególności, strategia przedsiębiorstwa, gdyż ona wskazuje szczegóły dotyczące sposobów realizacji celów organizacji i, co za tym idzie, wyznacza oczekiwania stawiane pracownikom.
Dobrze zaprojektowany metaproces ZZL powinien składać się z procesów HR, które:
- mają właściwie określone cele (spójne z celem strategicznym metaprocesu)
- mają określonych realizatorów i przypisane odpowiedzialności (właściciel, wykonawca, ekspert)
- dostarczają określone produkty (będące jednocześnie produktami wejścia do kolejnych procesów, np. koniec procesu rekrutacji i selekcji pracowników – wejście do procesu adaptacji pracowników)
- są mierzone (za pomocą wskaźników controllingu personalnego)
- są zarządzane.